# Michael Wiringi
Michael „Mike” Wiringi (n. 1 august 1985, Hawera, Noua Zeelandă) este un jucător de rugby în XV profesionist neo-zeelandez care joacă pentru echipa națională a României. Evoluează ca mijlocaș la deschidere.

## Carieră
S-a născut și s-a crescut în Hawera, în Insula de Nord de Noua Zeelandă, unde s-a apucat de rugby. A jucat pentru echipa U23 de North Harbour, lângă Auckland, apoi pentru echipa B din regiunea Northland, unde a fost pregătit de fostul „All Black” Walter Little. S-a întors în Hawera pentru ca tatăl său era bolnav și a evoluat pentru echipa Eltham-Kaponga în liga regiuni Taranaki. În aceasta perioadă, a văzut un anunț prin care un club românesc caută jucători. În martie 2012 Michael Wiringi a semnat cu CSM Știința Baia Mare. A fost și selecționat în echipa de dezvoltare Lupii București.
În 2015 a devenit eligibil la națională a României, conform criteriilor World Rugby. Și-a făcut debutul în iunie 2015 la finala Cupei Natiunilor World Rugby cu Argentina A, pe care „Stejarii” au câștigat-o. A participat la Cupa Mondială de Rugby din 2015, fiind titular la meciul cu Irlanda și la cel cu Canada.

## Legături externe
- en  Statistice internaționale Arhivat în 1 octombrie 2015, la Wayback Machine. pe ESPN Scrum
- en  Statistice de club[nefuncțională]
 pe EPC Rugby